# 1108
| Calendário gregoriano                                                        | 1108 MCVIII                                          |
| Ab urbe condita                                                              | 1861                                                 |
| Calendário arménio                                                           | 557 – 558                                            |
| Calendário bahá'í                                                            | -736 – -735                                          |
| Calendário budista                                                           | 1652                                                 |
| Calendário chinês                                                            | 3804 – 3805 Início a 14 de janeiro (aproximadamente) |
| Calendário copta                                                             | 824 – 825                                            |
| Calendário etíope                                                            | 1100 – 1101                                          |
| Calendários hindus - Vikram Samvat - Calendário nacional indiano - Cáli Iuga | 1163 – 1164 1029 – 1030 4208 – 4209                  |
| Calendário Holoceno                                                          | 11108                                                |
| Calendário islâmico                                                          | 501 – 502                                            |
| Calendário judaico                                                           | 4868 – 4869                                          |
| Calendário persa                                                             | 486 – 487                                            |
| Calendário rúnico                                                            | 1358                                                 |
| Calendário solar tailandês                                                   | 1651                                                 |

1108 (MCVIII, na numeração romana) foi um ano bissexto do século XII do Calendário Juliano, da Era de Cristo, e as suas letras dominicais foram E e D (53 semanas), teve início a uma quarta-feira e terminou a uma quinta-feira.
No território que viria a ser o reino de Portugal estava em vigor a Era de César que já contava 1146 anos.

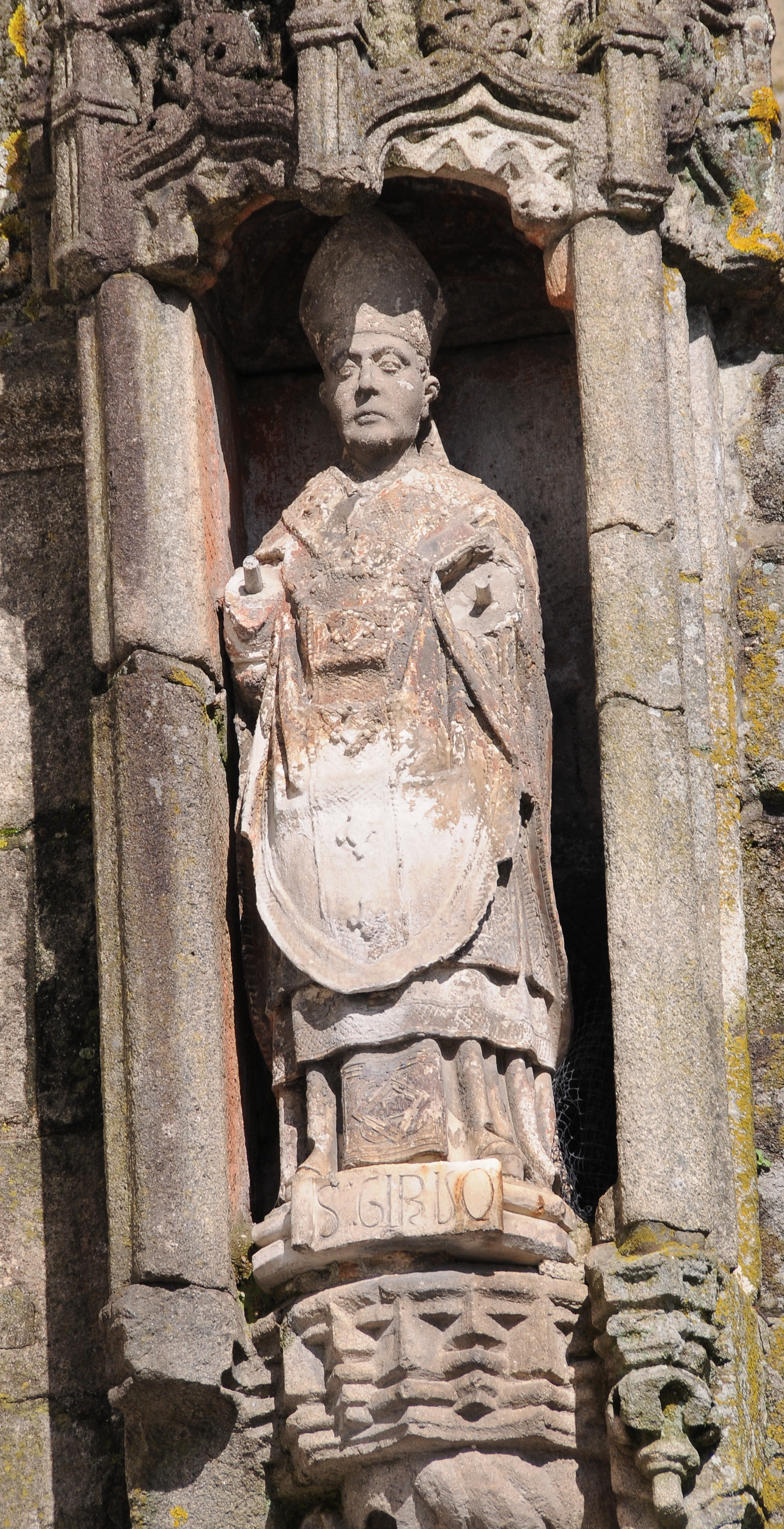
Estátua de São Geraldo de Braga (século XI-1108) na Sé catedral de Braga.

| Ano completo                           |
| -------------------------------------- |
| Ano bissexto com início à quarta-feira |

## Eventos
- Luís VI, o Gordo sucede a Filipe I no trono da França.

## Mortes
- 29 de Julho - Rei Filipe I de França.
- 5 de Dezembro - São Geraldo de Braga, arcebispo de Braga.
- Soeiro Mendes da Maia, auxiliar de Henrique de Borgonha.